# Playing The World
「Playing The World」（プレイング・ザ・ワールド）は、『Animelo Summer Live 2017 -THE CARD-』のテーマソングが収録されたシングル。

## 概要
- 『Animelo Summer Live 2017 -THE CARD-』のテーマ曲として、2017年4月14日にドワンゴの「animelo mix」等で配信を開始し、5月17日にはタワーレコード限定でCDシングルを発売。
- 楽曲制作にあたり、ZAQはAnimelo Summer Liveのステージに立ったことがある歌手だからこそ書ける曲を要望され、ステージからの目線で描ける景色を描いた歌詞とライブの締めにふさわしい大団円で追われるメロディを目標に制作[1]。歌詞には過去のAnimelo Summer Liveの歴代テーマを想起させるフレーズを盛り込んだ他[2]、「次は君の出番だよ」のフレーズはステージの人間が観客へ向けて語りかける夢を表現したものとされている[1]。

## 収録曲
（作詞・作曲：ZAQ 編曲・ZAQ、EFFY）
1. Playing The World
歌：オーイシマサヨシ（OxT）、KISHOW（GRANRODEO）、鈴木このみ、茅原実里、TRUE、DRAMATIC STARS（仲村宗悟、内田雄馬、八代拓）、中島愛、南條愛乃（fripSide）、羽多野渉、春奈るな、Pyxis、早見沙織、Machico、Minami、三森すずこ、ミルキィホームズ、ZAQ
2. Playing The World（Instrumental）